# دوغ كوربيت
دوغ كوربيت (بالإنجليزية: Doug Corbett)‏ هو لاعب كرة قاعدة أمريكي، ولد في 4 نوفمبر 1952 في ساراسوتا في الولايات المتحدة.

## وصلات خارجية
- دوغ كوربيت على موقعبيزبول رفرنس.كوم (الدوري الرئيسي) (الإنجليزية)
- دوغ كوربيت على موقع مشجعي الرسوم البيانية (الإنجليزية)